# Hans Foletti

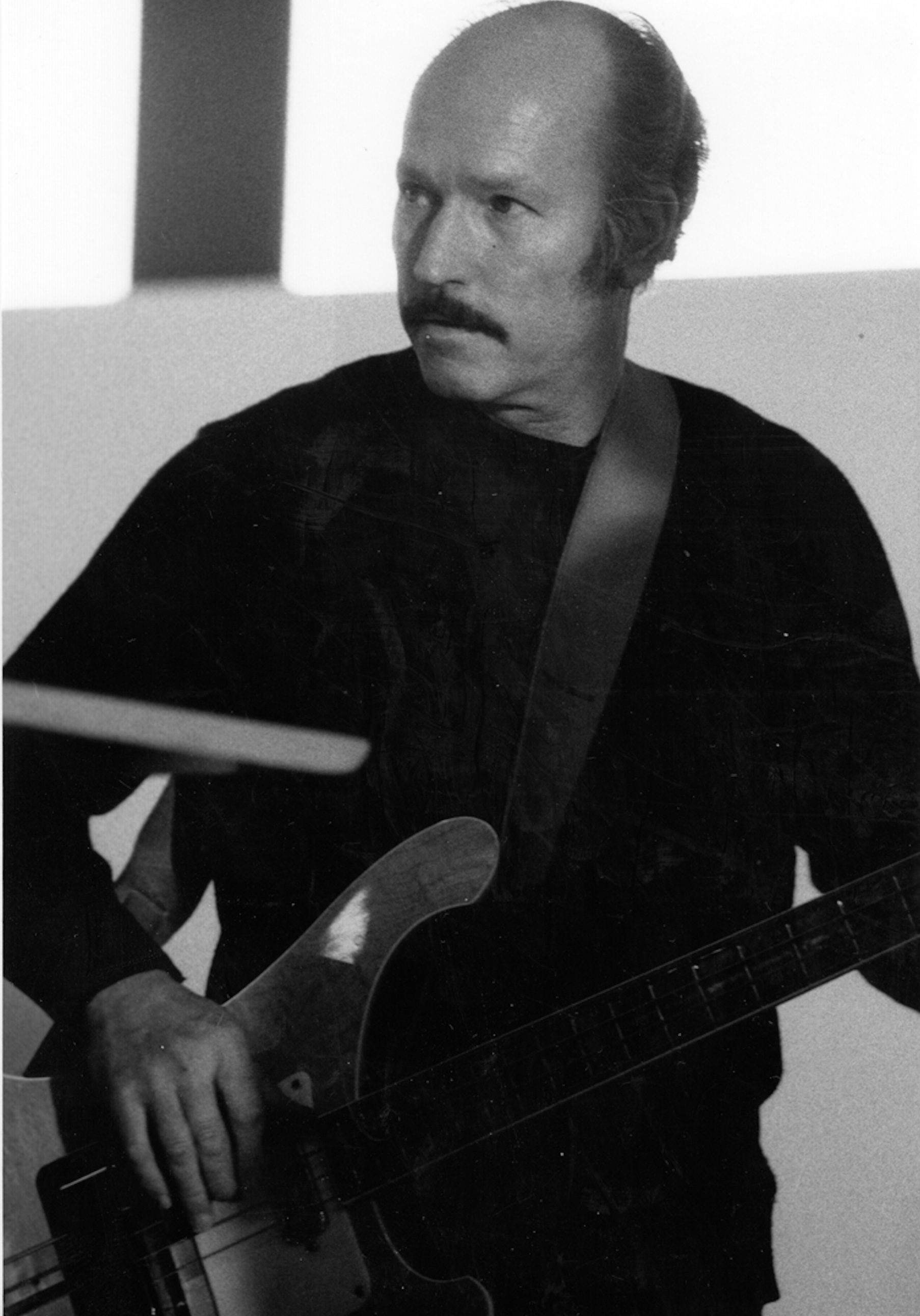
Hans Foletti mit Rickenbacker 4001 E-Bass

Giovanni «Hans» Foletti (* 1. Januar 1928 in Dietikon; † 26. Januar 2015 ebendort) war ein Schweizer Jazzmusiker (Kontrabass, E-Bass, zunächst Gitarre).

## Leben und Wirken
Foletti erhielt seine erste musikalische Ausbildung vom Vater Giuseppe, der als Gitarrist und Mandolinespieler Volksmusik interpretierte. Er lernte zuerst Akkordeon, ab 1941 dann die Grundlagen des Gitarrenspiels. 1951 gründete er mit seinem klavierspielenden Bruder Umberto Foletti (1934–1987) das Trio Foletti, mit dem er bereits 1952 auf dem Schweizer Amateur-Jazzfestival auftrat. Um 1960 wechselte er zum Kontrabass; er spielte regelmässig im Zürcher Cafe Africana mit Remo Rau (An Evening at the Cafe Africana, 1961), Hans Kennel, Bruno Spoerri und Franco Ambrosetti und gehörte 1967 zu den Swiss All Stars sowie zu den Africana All Stars. 1969 wurde er mit dem Kennel-Spoerri-Sextett zum Montreux Jazz Festival eingeladen, um anschliessend in der daraus hervorgehenden Jazz Rock Experience zu wirken; mit ihr entstanden Alben wie J.R.E. und Let Yourself Go. Ab 1973 gehörte er als E-Bassist zu den Jazzrock-Gruppen Container (gleichnamiges Album 1976) und Tetragon.
Im Hauptberuf arbeitete Foletti als Konstrukteur bei der Firma Revox. Nach seiner Pensionierung trat er in Amateurformationen auf. Er ist auch auf Alben von Hans Peter Treichler, von Kennel & Spoeri (Dusty Vibes) sowie von Pierre Cavalli zu hören.